# Gad Kaynar

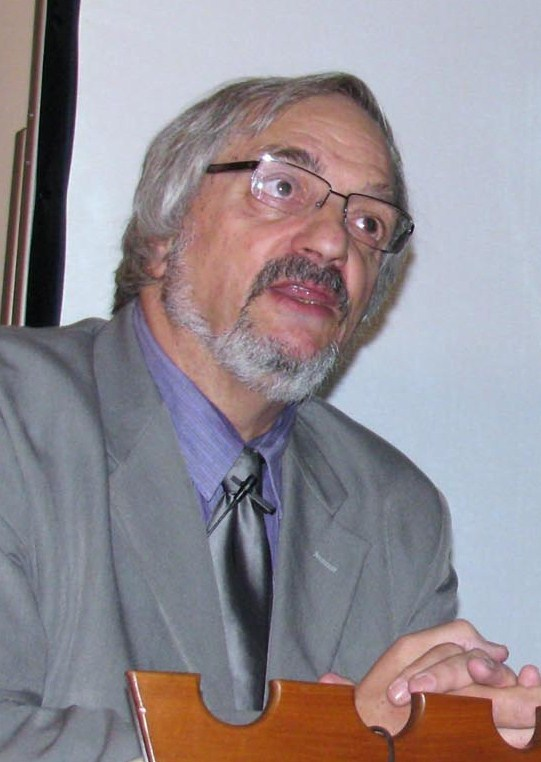
Gad Kaynar am 29. Januar 2010 in Bad Kissingen als Referent bei den „Jüdischen Kulturtagen“

Gad Kaynar, ursprünglich Kissinger (* 26. Juni 1947 in Tel Aviv, Israel) ist ein israelischer Schauspieler, Dramaturg, Hochschullehrer, Übersetzer, Autor und Herausgeber.

## Leben
Er ist der Sohn von Oda Scheuer und von Ernst Kissinger (1910–1994), Mitinhaber des Herrenkonfektionsgeschäfts seiner Eltern in seiner Geburtsstadt Bad Kissingen. Nach der Machtergreifung der Nationalsozialisten emigrierte Ernst Kissinger am 4. Juli 1934 über Triest (Italien) nach Israel und baute sich in Tel Aviv eine neue Existenz als Textilkaufmann auf. Kaynars Großeltern väterlicherseits verließen Bad Kissingen erst nach den Novemberpogromen von 1938. Die Familie Kissinger ist mit dem früheren US-Außenministers Henry Kissinger verwandt.
Kaynar ist Professor für Theaterwissenschaft an der Universität Tel Aviv und Leiter der Sektion Regie, Dramaturgie und Schreiben. Zudem ist er Leiter des Hochschultheaters. Außerdem ist er Gastprofessor an der Hebräischen Universität Jerusalem und am „Institut für Theaterwissenschaft München“ (TWM) an der Ludwig-Maximilians-Universität München.
Er hat über 50 Theaterstücke aus dem Deutschen, Schwedischen und Norwegischen in die hebräische Sprache übersetzt. Er gilt als Experte für die Werke von August Strindberg und Henrik Ibsen, von denen er bisher neun bzw. drei Theaterstücke aus dem Original übersetzt hat. Außerdem hat er drei Ibsen-Werke aus dem Deutschen ins Hebräische übersetzt, sowie Werke von Ingmar Bergman, Jon Fosse, Gotthold Ephraim Lessing, Patrick Süskind und Igor Bauersima.
Kaynar Kissinger ist Autor und Herausgeber zahlreicher Bücher über das Theater und die Dramaturgie. In den vergangenen drei Jahrzehnten war er Dramaturg des israelischen Nationaltheaters Habimah, des Cameri-Theaters in Tel Aviv und des Jerusalemer Khan-Theaters. Er arbeitet außerdem selbst als Schauspieler und Regisseur und hat bisher sieben Bände mit eigenen Gedichten veröffentlicht. Zum Teil wurden sie auch ins Spanische und Englische übersetzt.
Er ist Generalsekretär der israelischen Sektion des „Internationalen Theaterinstituts“ (ITI).
Kaynar ist verheiratet mit Ahuva Jablonka und hat drei Kinder Or, Noam und Matan.

## Auszeichnungen
Am 10. Juni 2008 wurde Kaynar von König Harald V. von Norwegen für die Übersetzung der Werke Henrik Ibsens ins Hebräische mit dem norwegischen Verdienstorden ausgezeichnet, der ihm am 16. Januar 2009 in der norwegischen Botschaft in Israel durch Botschafter Jakken Biørn Lian überreicht wurde.

## Bücher
- Neues deutsches Drama: Zusammenfassungen: Kommentar: Daten, Auswahl, Verarbeitung und Analyse: Gad Kiener. Tel Aviv: Gad Kiner mit Unterstützung des Goethe-Instituts – Deutsches Kulturzentrum, Sachbuch.
- Höchste Gefahr – Gedichte, PalmArtPress, Berlin 2024